# Вільчоґемби
Вільчоґемби (пол. Wilczogęby) — село в Польщі, у гміні Садовне Венґровського повіту Мазовецького воєводства.
Населення — 141 особа (2011).
У 1975-1998 роках село належало до Седлецького воєводства.

## Демографія
Демографічна структура станом на 31 березня 2011 року:
|          | Загалом | Допрацездатний вік | Працездатний вік | Постпрацездатний вік |
| -------- | ------- | ------------------ | ---------------- | -------------------- |
| Чоловіки | 68      | 19                 | 42               | 7                    |
| Жінки    | 73      | 14                 | 41               | 18                   |
| Разом    | 141     | 33                 | 83               | 25                   |